# Levin Rauch

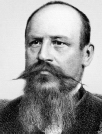
Baron Levin Rauch um 1875

Baron Levin Rauch de Nyék, kroatisch Levin barun Rauch de Nyek, (* 6. Oktober 1819 in Lužnica bei Agram; † 25. August 1890 ebda.) war ein kroatischer Politiker und Ban (Vizekönig) von Kroatien und Slawonien zwischen 1867 und 1871.

## Leben
Levin Rauch war der Sohn von Freiherr Dániel Rauch de Nyék (1778–1831) und Erzsébet Farkas de Nagyjóka (1787–1858). 1841 war er Mitgründer und Führer der unionistischen Kroatisch-ungarischen Partei (Horvatsko-vugerska stranka), die sich gegen den Illyrismus wandte. 1860 wurde er einer der Führer der Liberalen Verfassungspartei (Ustavnoliberalna stranka), der sogenannten Unionisten, die sich für eine enge Bindung Kroatiens mit Ungarn einsetzten. Kroatien fiel 1867 wieder unter ungarische Herrschaft, als das Habsburgerreich als Doppelmonarchie Österreich-Ungarn rekonstituiert wurde. Baron Levin Rauch war in der Folge vom 27. Juni 1867 bis 26. Januar 1871 (geschäftsführend bis zum 8. Dezember 1868 für seinen Vorgänger Joseph von Sokcsevits) Ban (Vizekönig) von Kroatien und Slawonien. Seine Ernennung sollte den Widerstand der Kroatischen Nationalen Partei gegen eine Verständigung zwischen Kroatien und Ungarn brechen. Durch eine veränderte Wahlordnung und den während der Wahlen 1868 ausgeübten Druck gelang es ihm, im Sabor eine unionistische Mehrheit zu schaffen, die 1868 einen den Wünschen der ungarischen Regierung entsprechenden Ungarisch-Kroatischen Ausgleich ratifizierte. Allerdings kam es bald schon zu Auseinandersetzungen Rauchs mit der ungarischen Regierung, der auf eine Umsetzung der getroffenen Vereinbarungen pochte. Rauch musste 1871 seine Demission einreichen, als die Kroatische Nationale Partei ihm vorwarf, dass er sich durch Missbrauch seines Amtes (vor allem bei den Urbarmachungsarbeiten im Lonjsko polje) materielle Vorteile verschafft habe.
Rauch war seit 1850 verheiratet mit Gräfin Antonia Sermage de Szomszédvár et Medvedgrad (1826–1913). Sein Sohn Pavao Rauch war zwischen 1908 und 1910 ebenfalls Ban (Vizekönig) von Kroatien und Slawonien. Sein Schwiegersohn Christian von Steeb war Leiter des Militärgeographischen Instituts in Wien.